# Tor (Monforte de Lemos)

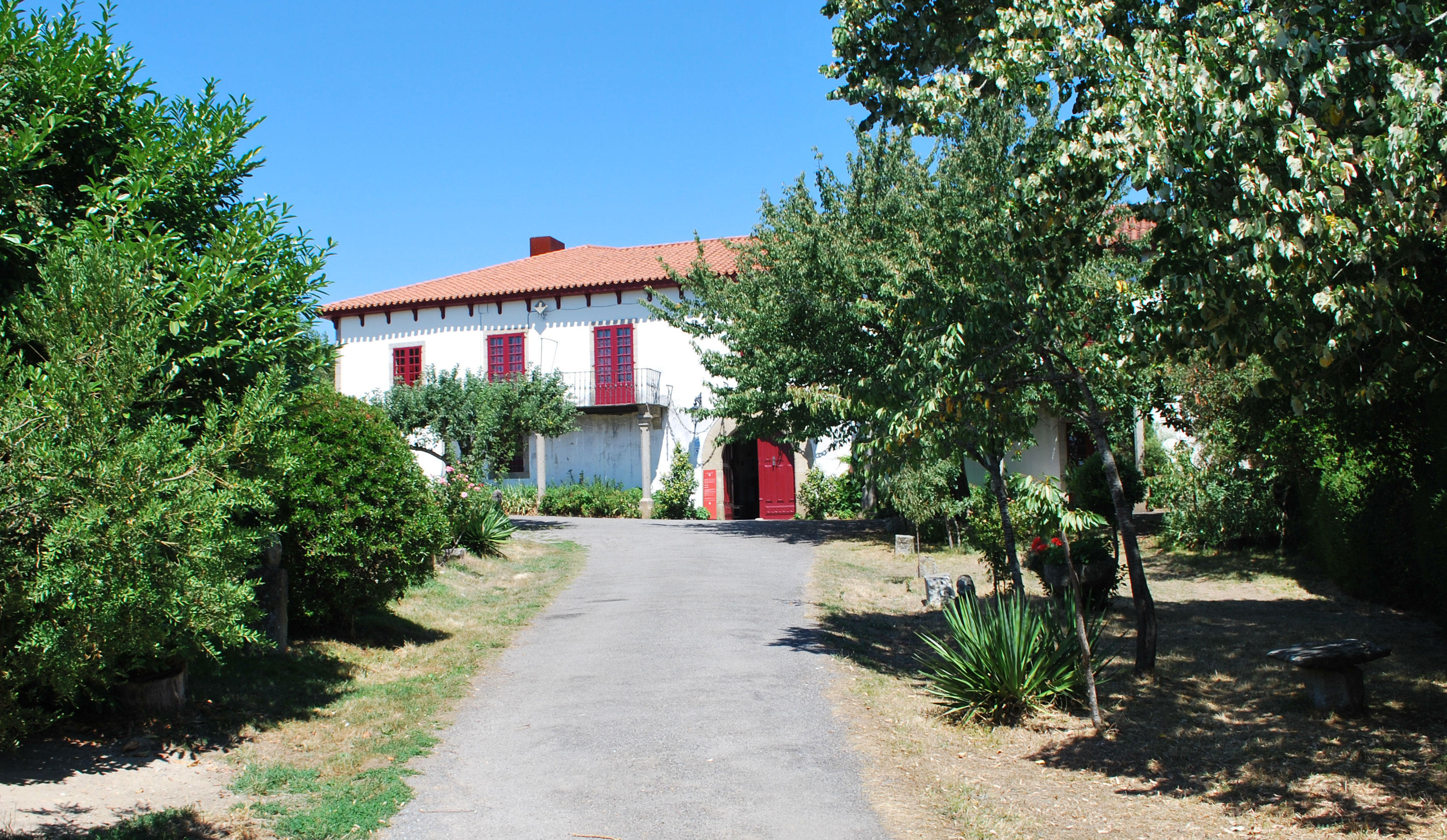
Pazo de Tor

San Xoán de Tor és una parròquia i entitat de població del municipi gallec de Monforte de Lemos, a la província de Lugo. Limita amb les parròquies d'Ousende al nord, Fiolleda i Baamorto a l'est, San Xillao de Tor al sud i Toiriz a l'oest.
Tenia una població de 51 habitants l'any 2015, 22 homes i 29 dones, agrupats a les entitats d'O Campo, Carrouba, A Eirexe, Frieira, A Rañada, Tor i Vilanova.
Cal destacar el Pazo de Tor, construcció del segle xviii.